# Budești, Vâlcea
Budesti là một xã thuộc hạt Vâlcea, România. Dân số thời điểm năm 2002 là 5458 người.